# SV Unterneukirchen
Der SV 1963 Unterneukirchen e.V.  ist einer der größten Sportvereine im Landkreis Altötting. Der SVU ist vor allem wegen seiner national und international erfolgreichen Eisstockschützen bekannt. Athletinnen und Athleten des Vereins wie die mit dem silbernen Lorbeeerblatt ausgezeichnte Eis-Weitschützin Annalena Leitner wurden bayerische, deutsche und Welt- und Europameister, auch der Weltrekord im Eisstock-Weitschießen wird durch den Unterneukirchner Sportler Manfred Zieglgruber gehalten. Die Eisstockteams des Vereins spielten in der 1. Bundesliga und zahlreiche Athleten waren in den entsprechenden Nationalkadern. Der SV Unterneukirchen erhielt 2010 den „Goldenen Stern des Sports“ des DSOB Bayern für seine Aktion „SVU-Fußball-Ferienkicker“ und 2011 den bronzenen Stern des Sports Bayern für den gemeinschaftlichen Bau eines neuen Sport- und Begegnungszentrums.

## Daten
Der Verein zählt aktuell (1. Juli 2025) 1833 Mitglieder, die in zehn Sparten organisiert sind. Gegründet wurde der SVU im Jahr 1963 mit der Abteilung Fußball, 1964 kamen die Eisstock- und Skisparte hinzu. Sitz ist die Kirmaierstraße in Unterneukirchen, hier befindet sich der Sportpark des Vereins mit Fußball-, Tennis-, Boule- und Beachvolleyballplätzen, außerdem sind dort ein Soccercourt, eine Callisthenics-Anlage, Europas längste Stocksporthalle mit 136 m Länge sowie das Sport- und Fitnessheim zu finden. In 2025 werden ein Tennis-Allwetterplatz sowie ein 3x3-Basketballplatz errichtet. Der Verein weist aktuell einen Umsatz von etwa 350 Tsd. Euro pro Jahr aus. Die größten Abteilungen sind Fitness/Kraftsport mit ca. 450 und Fußball mit etwa 300 Mitgliedern.